# Arizona State Route 71
Die Arizona State Route 71 (kurz AZ 71) ist eine State Route im US-Bundesstaat Arizona.
Die State Route beginnt an der Arizona State Route 89 nahe Congress und endet nahe Aguila am U.S. Highway 60. Nach etwa sieben Meilen trifft sie auf den U.S. Highway 93. Die Straße dient vor allem als Abkürzung zwischen Prescott und den bedeutenden Highways nach Kalifornien.